# Zamek w Bochotnicy
Zamek w Bochotnicy (Zamek Esterki) – ruiny gotyckiego zamku rycerskiego zbudowanego po 1340 na lewym, stromym i zalesionym zboczu doliny Bystrej w Bochotnicy, ok. 70 m ponad doliną. Zamek i wzgórze zamkowe zostały wpisane w marcu 1970 do rejestru zabytków województwa lubelskiego pod Nr Rej. Zab. A/449.
Zamek był szlachecką własnością prywatną, przez około 150 lat służył jako ośrodek administracyjny i siedziba obronna strzegąca okolicznych dóbr i szlaku komunikacyjnego, w późniejszym okresie był miejscem schronienia rabusiów napadających okolicznych podróżnych. W XVI wieku średniowieczna twierdza została przekształcona we wczesnorenesansową siedzibę rezydencjalną. Pomimo gruntownej przebudowy zamek już w 1585 groził ruiną; przyczyną tego były następujące zmiany właścicieli, brak możliwości dalszej przestrzennej rozbudowy i dostosowania do zmieniających się potrzeb reprezentacyjnych i obronnych.
Na podstawie badań archeologicznych oraz analizy numerycznego modelu terenu, badacze przypuszczają, że przed powstaniem zamku na wzgórzu od co najmniej XIII wieku istniała drewniano-ziemna warownia lub warowny gród obronny.

## Historia

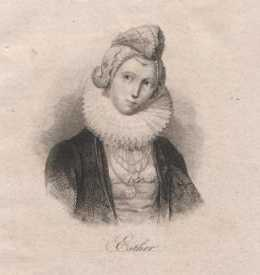
Esterka

Zamek został zbudowany prawdopodobnie przez rodzinę Firlejów około połowy XIV wieku po najeździe Tatarów na Lubelszczyznę w 1341 roku, co potwierdza pierwsza wzmianka o nim z 1368 i z 1399 z powodu jego sprzedaży przez Jana z Bejsc kasztelanowi żarnowskiemu Klemensowi z Kurowa herbu Szreniawa za 550 grzywien. W latach 60. XV wieku był własnością Zbąskich, z których Katarzyna ze Zbąskich Oleśnicka napadała na kupców i okoliczne dwory szlacheckie. Potem zamek przeszedł w ręce Oleśnickich, a po 1532 przekazano go w  dzierżawę. W 1585 r. zamek opisywany jest jako obiekt tak zniszczony, że grożący ruiną. Zapewne było to związane z częstymi zmianami właścicieli po bezpotomnej śmierci Jana Bochotnickiego w 1532 roku. Nie wiadomo kiedy zamek został ostatecznie opuszczony.
Zamek nigdy nie był własnością królewską, dlatego wiązanie go z osobą Esterki nie znajduje potwierdzenia w źródłach. W 1889 dziedzic Józef Klemensowski z Celejowa planował odbudować zamek w duchu romantyzmu, jednak planów tych nie zrealizował.

## Architektura
W latach 1964–1965 zamek badali architekci i archeolodzy z Zakładu Architektury Polskiej Politechniki Wrocławskiej pod kierunkiem Ewy Różyckiej. Odkryto wtedy fragmenty kamiennych portali, fragment maswerku, relikty ceglanego sklepienia żebrowego, kamienną konsolę nadbramną. Badania wskazały na dwa etapy budowy zamku. 
W XIV wieku zbudowano mury obwodowe na planie wieloboku z jednotraktowym budynkiem mieszkalnym od północy. Warownia była bezwieżowa, założona na planie prostokąta o ściętych wielobocznie narożach, co zbliżało ją do kształtu elipsoidalnego. Jako pierwsze powstało skrzydło północne, poprzedzone wcześniejszą basztą na kulminacji wzgórza. W początkach XV wieku zamek rozbudowano od strony południowej. 
W drugiej fazie na przełomie XV i XVI wieku dobudowano trzypiętrowy budynek od południa i nową bramę od strony południowo-zachodniej z mostem zwodzonym. Za czasów Oleśnickich nastąpiła renesansowa przebudowa zamku; powstały skrzydła południowe, trójkondygnacyjne, oraz brama wjazdowa i most zwodzony. Zamek po przebudowie stanowił nieregularne założenie o planie zbliżonym do prostokątnego z zaokrąglonym narożem południowo-wschodnim, natomiast południowo-zachodnim przebudowanym – wysuniętym ostro przed lico ściany zachodniej. Wewnątrz murów obwodowych znajdowały się dwa budynki: starszy północny i nowy południowy, rozdzielone trapezowym dziedzińcem. Obydwa były jednotraktowe, o szerokości 6 metrów. W południowej ścianie przy narożu południowo-zachodnim znajdowała się nowa brama. Zachowało się częściowo jej prawe ościeże z dekorowanym ciosem stanowiącym być może podstawę ozdobnego łęku. Na murze przy bramie stwierdzono również wrąb na most zwodzony, który przerzucany nad suchą, szeroką na 50 metrów fosą, łączył zamek z płaskowyżem lessowym od południa. Stwierdzono, że budynek północny podzielony był na trzy pomieszczenia. W środkowym z nich znajdowało się jedno wspólne wejście zewnętrzne, które ujęte było w kamienny portal. Budynek południowy podzielony był na dwa pomieszczenia, a każde z nich posiadało odrębne wejścia od dziedzińca zamkowego, również przez portale obramione kamieniarką. Ewa Różycka przypuszcza, że izby w przyziemiu były sklepione. Nad nimi znajdowały się jeszcze co najmniej dwie kondygnacje budynku, na drugiej znajdowała się kaplica bądź sala reprezentacyjna.

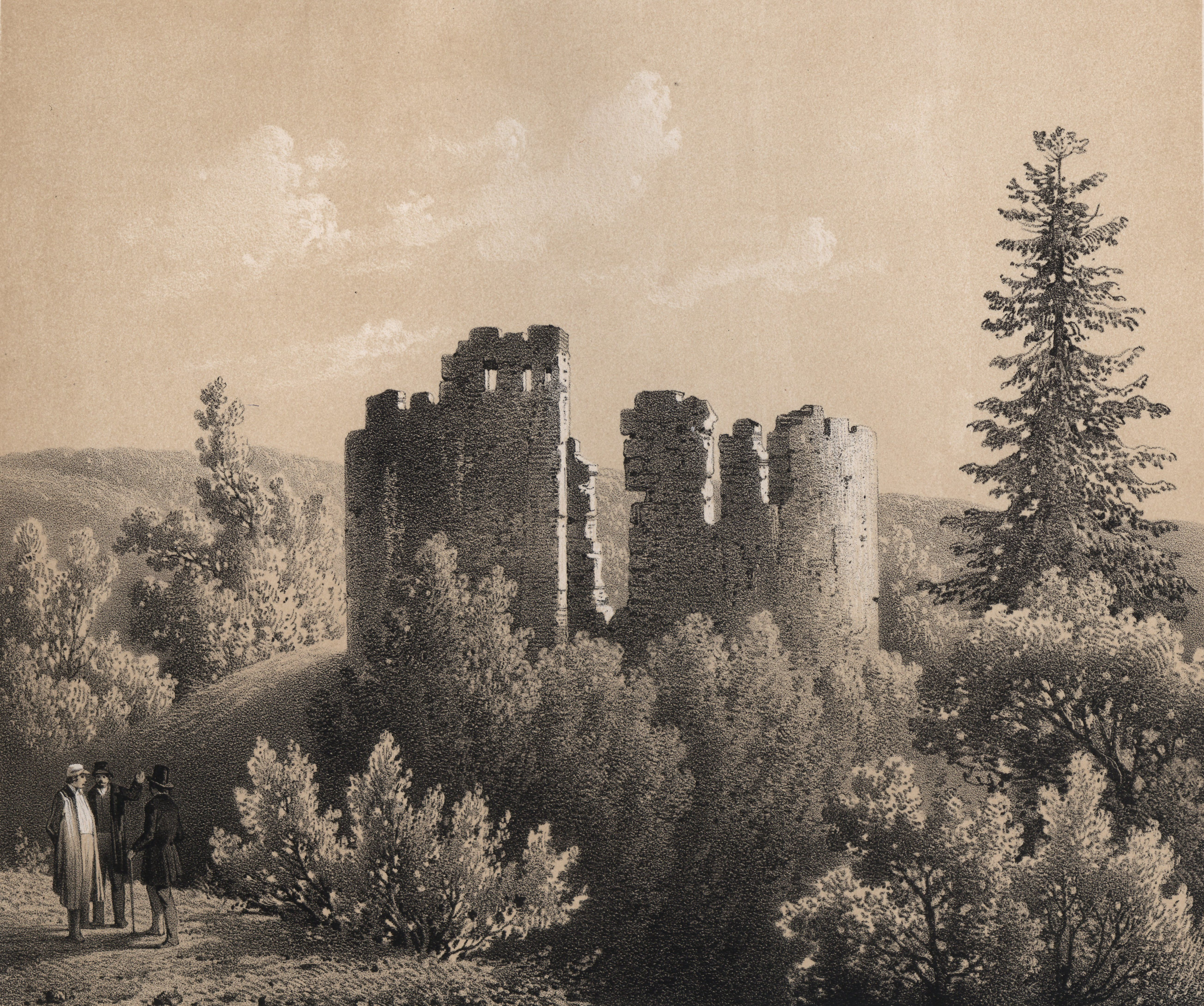
Zamek na litografii Adama Leruego (ok. 1858)

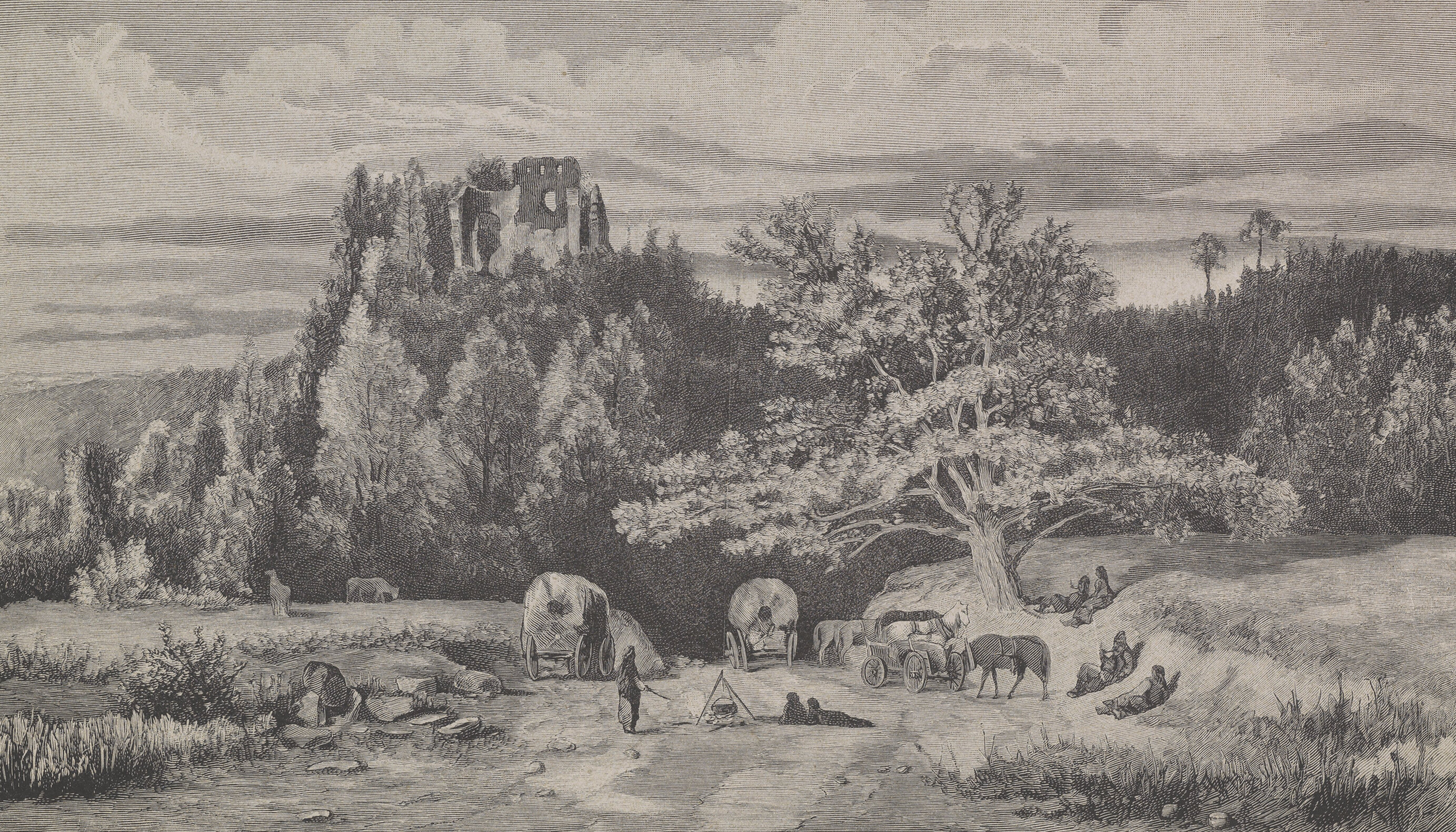
Widok zamku, po 1850

Zdaniem innych badaczy wizja zamku przedstawiona przez zespół Różyckiej pozostaje jednak w sprzeczności z XIX-wiecznym zarysem tej budowli, jaki przedstawili Adam Lerue (1857/1859), L. Grabowski (1868) i Michał Elwiro Andriolli (1879). Na ich rysunkach ściana zamkowa od strony Wisły nie kończyła się tuż za bramą usytuowaną w narożniku czyli poza zarys muru obwodowego z opracowania Różyckiej, ale ciągnęła się znacznie dalej w głąb doliny Bystrej. Niewielkie rozmiary szczytowej części zamkowego cypla sugerują, że usytuowany na niej obiekt był niewielki. Takie wrażenie umacnia widok drzew, które górują nad najwyższą częścią ruin oraz zachowanych resztek ścian od strony dawnego dziedzińca. Jedynie widok fragmentu ściany bramnej od strony podejścia sugeruje, że budowla mogła być monumentalną. 

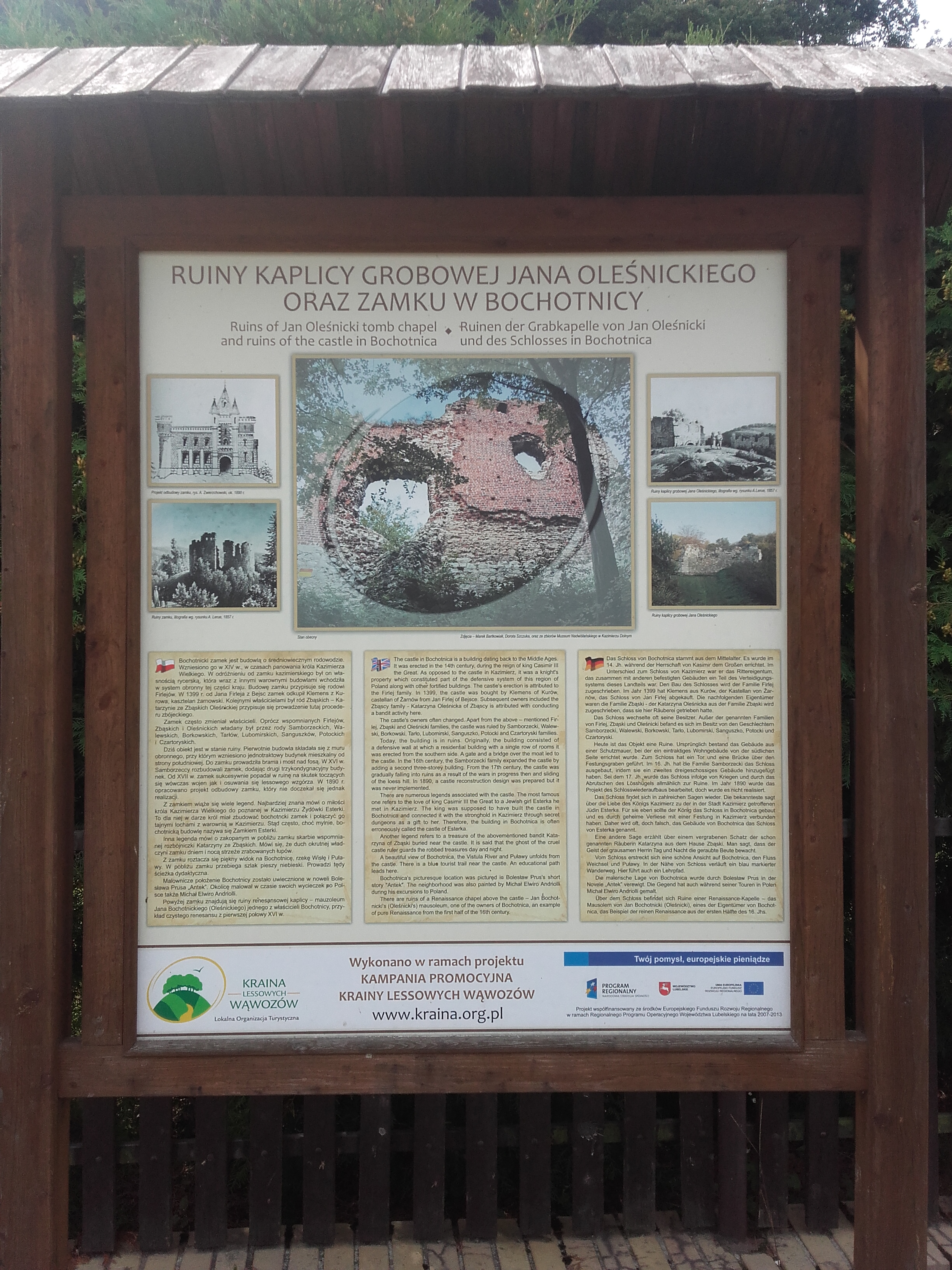
Tablica informacyjno-turystyczna pod wzgórzem zamkowym

Opis zamku w Encyklopedii Orgelbranda w 1860 sugeruje istnienie przed laty wieży i mostu. Wysoką budowlę w obrębie zamku, prawdopodobnie wieżę, widać na rycinie K. Przykorckiego z 1868. Na rysunku Feliksa Brzozowskiego z 1879 widać już tylko resztki zamkowych ścian. Z XIX-wiecznych opisów i rysunków wynika, że obecne ruiny to jedynie fragmenty znacznie większego zespołu budowli. Wg niepotwierdzonych naukowo koncepcji ostateczne zniszczenie zamku to najprawdopodobniej efekt serii katastrof budowlanych w drugiej połowie XIX wieku, związanych z osuwaniem się stoków cypla, a stąd i murów zamkowych od strony wąwozu przebiegającego na wschód od zamku i od doliny Bystrej, spowodowanym procesami erozji przez wody opadowe i roztopowe, prowadzącymi do podcinania tego zbocza. Osunięcia ziemi do 1868 były odpowiedzialne za pierwszy z tych etapów. Ogromny jęzor osuwiska widoczny jest na rycinie K. Przykorckiego. Koniec drugiego etapu to prawdopodobnie 1879, jednak stabilność zbocza musiała nadal budzić wątpliwości, skoro Józef Klemensowski odstąpił od pomysłu odbudowy zamku.
Jednakże po analizie numerycznego modelu ukształtowania terenu wzgórza zamkowego, koncepcja osunięcia się wzgórza zamkowego wydaje się błędna, ponieważ patrząc na mocno regularny do poziomu fosy wygląd stoków wschodniego, północnego i południowego, ich zbliżony stopień nachylenia, nie jest możliwe, aby plateau wzgórza było na tyle większe, że zmieściłby się na nim drugi dziedziniec i dodatkowe skrzydło zamku od strony północnej. Zamek obecnie mia wymiary ok. 30 × 35 m, 
W 1959 ze względów bezpieczeństwa, za zgodą konserwatora zabytków rozebrano znajdujący się u podnóża wzgórza zamkowego historyczny mur, stanowiący dawniej część szczytową wysokiego na 15 m budynku. Przeznaczenie tego budynku nie jest jasne; mógł to być spichlerz zbożowy, piwnica winna, magazyn lub przechowalnia. Obok muru usypany był znaczących rozmiarów wzgórek. Zniszczono go podczas budowy domu mieszkalnego.

## Legendy
Według miejscowej legendy warownia miała być miejscem schronienia Esterki, żydowskiej kochanki króla Kazimierza Wielkiego. Przed laty fundację zamku przypisywano również Maciejowi Borkowicowi, zaufanemu króla Kazimierza. Jeszcze inna legenda mówi o Katarzynie Zbąskiej – rozbójniczce, która za swe zbrodnie skazana została na wieczne potępienie i jako duch pilnuje swoich skarbów (znany jest proces o najechanie przez Katarzynę dóbr podkomorzego lubelskiego, Grota z Ostrowa). Legenda podaje też, że zamek połączony był podziemnym tunelem z zamkiem w Kazimierzu. Tunelem tym, można było poruszać się podobno jeszcze na początku XX wieku, ale obecnie jest on zasypany. Wzgórze zamkowe do dziś określane jest przez starszych mieszkańców mianem Lochów

## Galeria

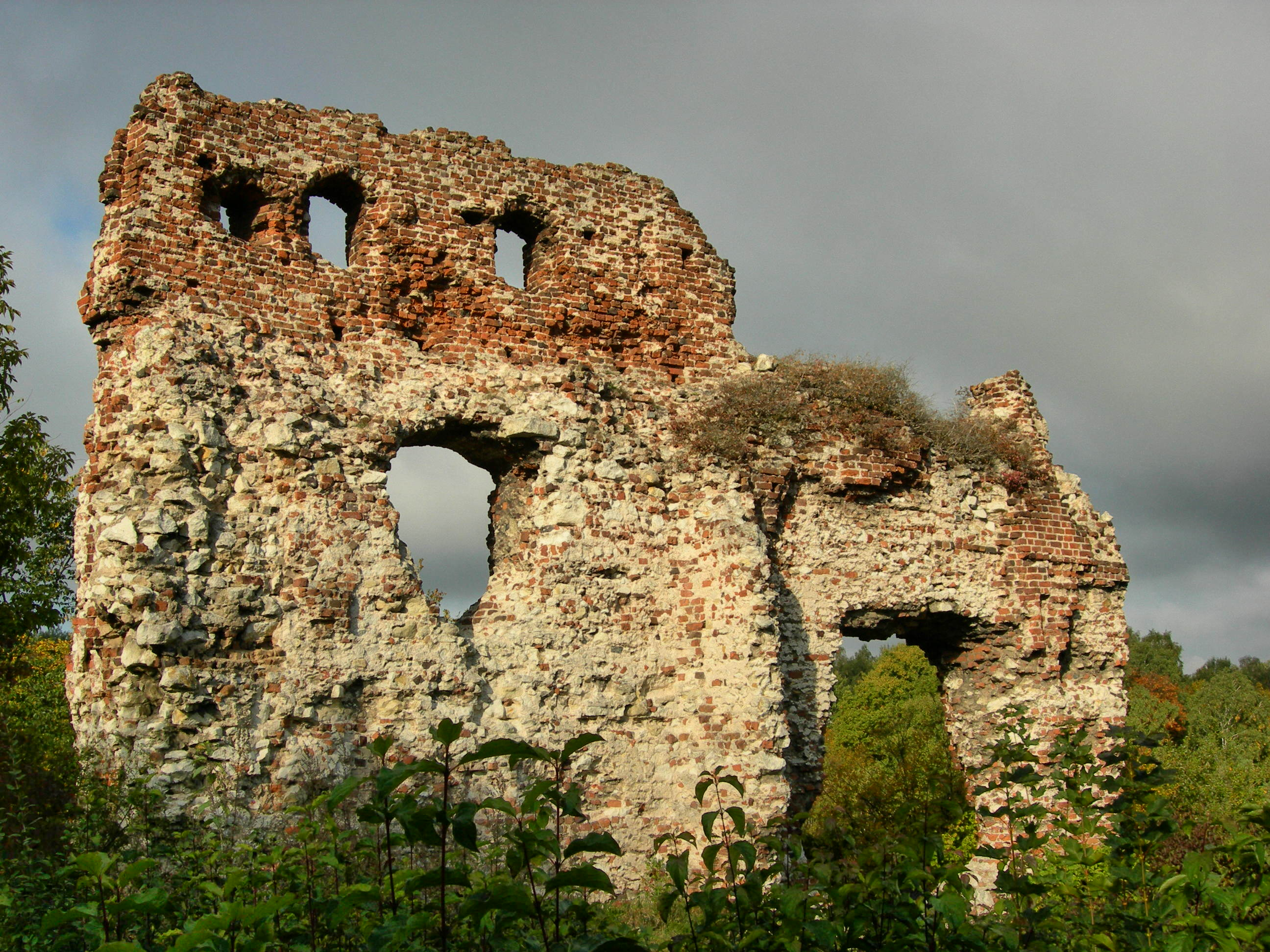
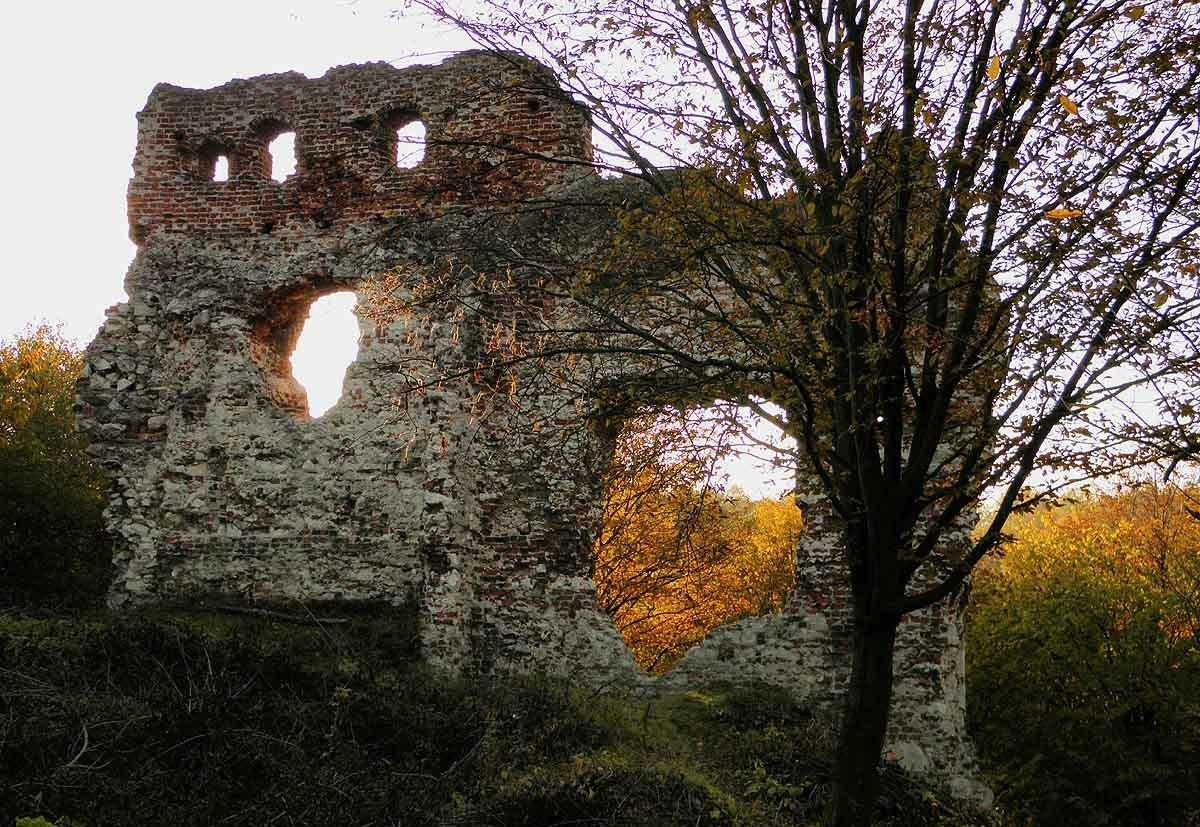
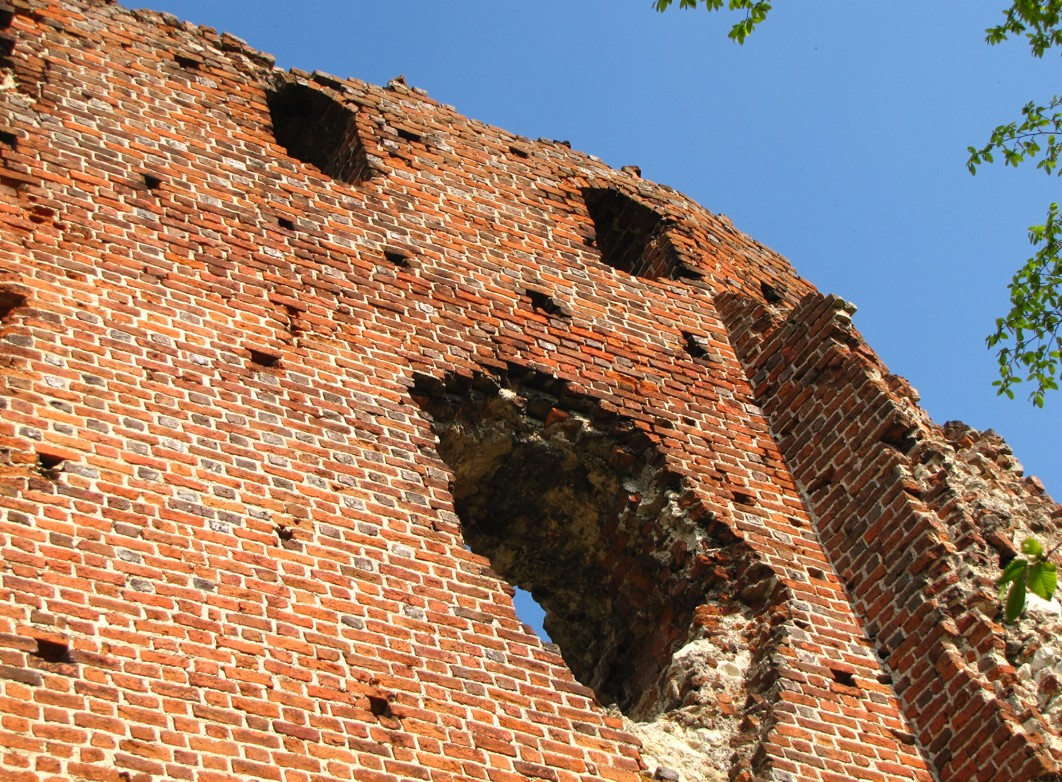
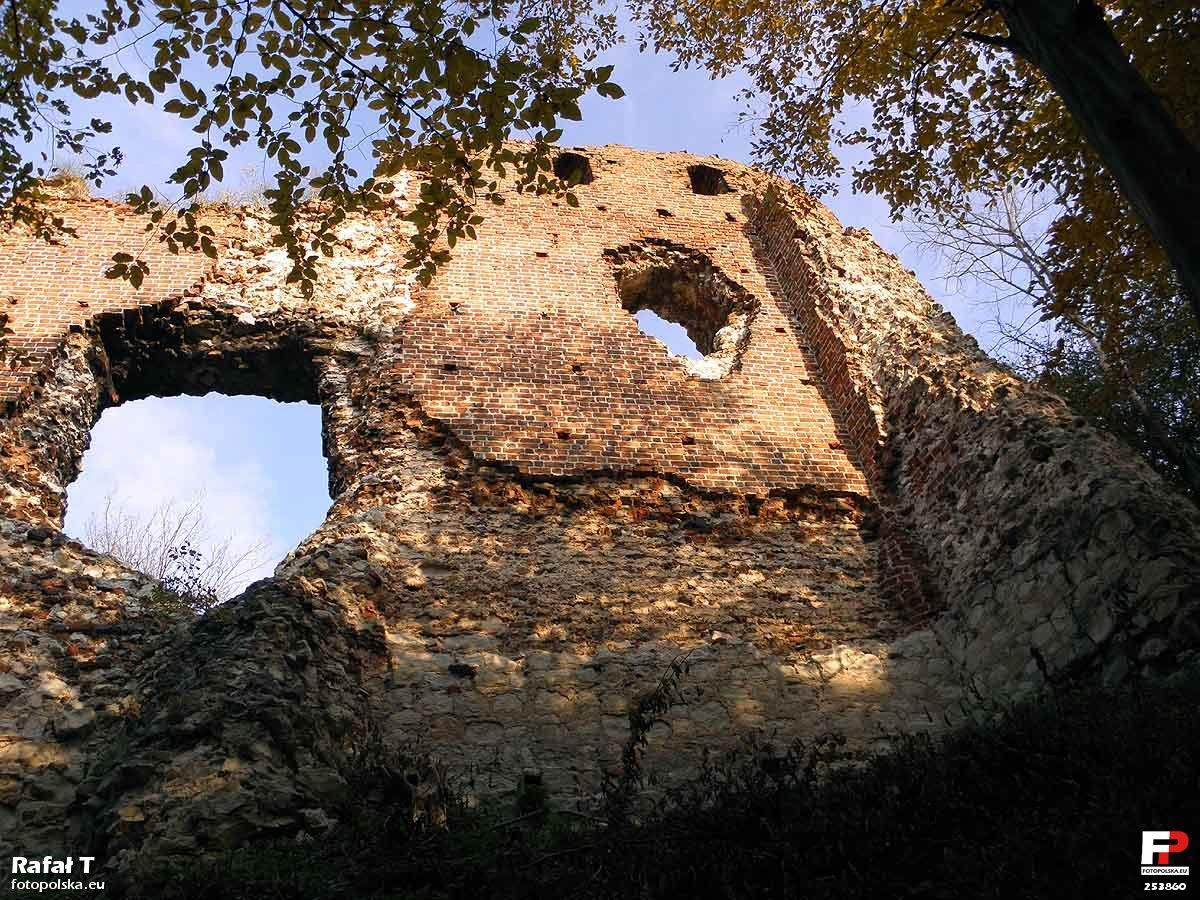
Ściana skrzydła południowego (2011)
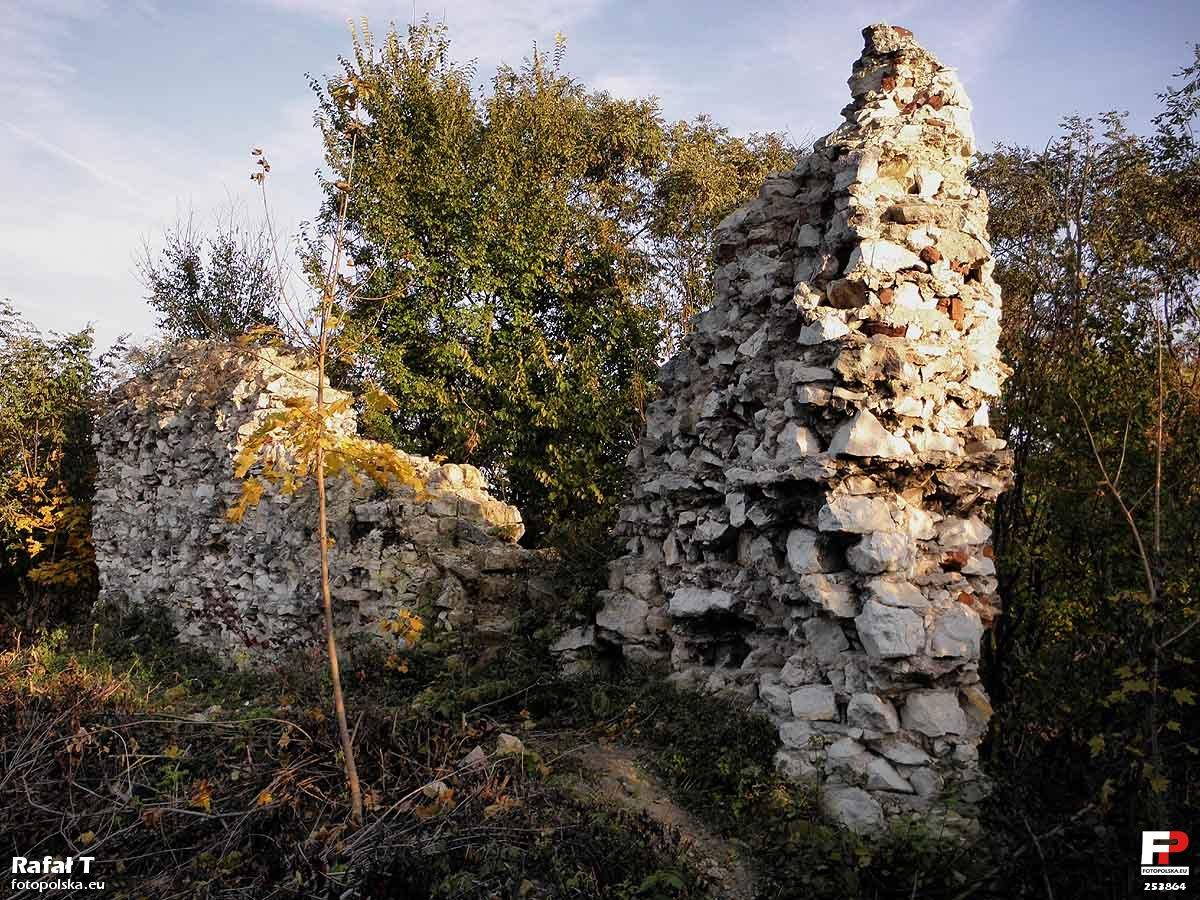
Pozostałości murów zamkowych (2011)